# Euliini
Los eulinos (Euliini) son una tribu de lepidópteros ditrisios de la familia Tortricidae.
Las larvas enrollan hojas y se alimentan en su interior, algunas producen agallas.
Se han descrito 650 especies en casi 90 géneros.Tiene los siguientes géneros.

## Géneros
- Abancaya - Accuminulia - Acmanthina - Acroplectis - Albadea - Anopina - Anopinella - Apolychrosis - Apotomops - Argentulia - Atepa - Badiaria - Belemclepsis - Bicavernaria - Bidorpitia - Bolbia - Bonagota - Brazeulia - Chamelania - Chapoania - Characovalva - Chicotortrix - Chileulia - Chinchipena - Chrysoxena - Cincorunia - Circapina - Clarkenia - Clarkeulia - Cnephasitis - Colosyta - Corneulia - Coryssovalva - Crocatania - Cuproxena - Cylichneulia - Deltinea - Deltobathra - Dimorphopalpa - Ditrifa - Dogolion - Dorithia - Dorpitia - Ecnomiomorpha - Eliachna - Eriotortrix - Eristparcula - Ernocornutia - Ernocornutina - Eubetia - Eulia - Euryeulia - Ewunia - Exoletuncus - Galomecalpa - Gauruncus - Gnatheulia - Gorytvesica - Gravitcornutia - Haemateulia - Harpocleritia - Hasteulia - Helicteulia - Hynhamia - Hyponolobosa - Hyptiharpa - Icteralaria - Imelcana - Inape - Intritenda - Jaoquima - Lanacerta - Limeulia - Liobda - Lobogenesis - Lydontopa - Marcelina - Meridagena - Meridulia - Mexiculia - Meyathorybia - Moneulia - Monimosocia - Monochamia - Moronanita - Moronata - Neoeulia - Neomarkia - Nesochoris - Netechma - Netechmodes - Nunimeus - Odonthalitus - Oregocerata - Ortognathosia - Oryguncus - Ozotuncus - Palusita - Paramonochamia - Parmulia - Paraneulia - Paraptila - Parexoletuncus - Pinhaisania - Placabis - Popayanita - Proathorybia - Proeulia - Psedaleulia - Pseudapina - Pseudargyrotoza - Pseudomeritastis - Psiathovalva - Ptoseulia - Ptychocroca - Ptyongnathosia - Punctapinella - Punoa - Pycnocornuta - Quasieulia - Ramaperta - Ranapa - Razowskiina - Rebinea - Recintona - Rhythmologa - Romanaria - Rubroxena - Saetosacculina - Sagittranstilla - Saopaulista - Searenia - Seticosta - Simanica - Sinxema - Strophotina - Subrebinea - Subterinebrica - Tapinodoxa - Telurips - Terinebrica - Thalleulia - Thoridia - Toreulia - Transtillaspis - Tylopeza - Uelia - Ulvipinara - Uncicida - Varifula - Vulpoxena - Xoser - Zenenata.[1]